# Зеленопілля (Довжанський район)
Зеленопі́лля — село в Україні, у Довжанській міській громаді Довжанського району Луганської області. Населення становить 147 осіб.
Знаходиться на тимчасово окупованій території України.

## Географія
Географічні координати: 47°55' пн. ш. 39°28' сх. д. Часовий пояс — UTC+2. Загальна площа села — 15 км².
Село розташоване у східній частині Донбасу за 65 км від Довжанська (колишній Свердловськ). Найближча залізнична станція — Довжанська, за 50 км.

## Історія
Католицьке село, засноване в 1900 році за 20 км на південний схід від Ровеньків. Католицька парафія. Землі 1300 десятин а 16 дворів, станом 1915 рік.
До 1917 року — Область Війська Донського, Таганрозький округ, Дар'ївська волость.
7 (20) листопада 1917 року, відповідно до Третього Універсалу Української Центральної Ради, увійшло до складу Української Народної Республіки.  
У радянський період — Ровеньківський район.  Сільрада заснована у 1931 році.
23 листопада 1945 колонія Грінфельд перейменована на село Зеленопілля.
12 червня 2020 року, відповідно до Розпорядження Кабінету Міністрів України № 717-р «Про визначення адміністративних центрів та затвердження територій територіальних громад Луганської області», увійшло до складу Довжанської міської громади.
17 липня 2020 року, в результаті адміністративно-територіальної реформи та ліквідації колишніх Довжанського (1938—2020) та Сорокинського районів, увійшло до складу новоутвореного Довжанського району.

### Атака біля Зеленопілля 2014
У ніч із 10 на 11 липня 2014 року в районі Зеленопілля в Луганській області російська реактивна артилерія зі своєї території завдала потужного удару по позиціях українських військ. Це було перше безпосереднє масоване застосування військ РФ проти Збройних сил України. Внаслідок обстрілу загинуло 6 прикордонників, серед них полковник Ігор Момот, і 30 військовослужбовців ЗСУ.
В третій декаді листопада 2014 року біля Зеленопілля знайдено поховання українських військових, які загинули під час ракетного обстрілу у липні. Співробітниця організації «Офіцерський корпус» Алла Борисенко повідомила:
| Місцеві ополченці знайшли і повідомили нам про поховання двох службовців 24-ї механізованої бригади, імовірно майора і сержанта». Тіла були вивезені[6]. |

## Населення
Жителів 134 станом на 1915 рік. 241 — німці у 1926 році. В 1941 році 280.
Згідно з переписом УРСР 1989 року чисельність наявного населення села становила 109 осіб, з яких 55 чоловіків та 54 жінки.
За переписом населення України 2001 року в селі мешкали 144 особи.

### Мова
Розподіл населення за рідною мовою за даними перепису 2001 року:
| Мова       | Кількість | Відсоток |
| ---------- | --------- | -------- |
| українська | 132       | 89.8%    |
| російська  | 15        | 10.2%    |
| Усього     | 147       | 100%     |

## Соціальна сфера
На території села функціонують фельдшерсько-акушерський пункт і клуб.

## Пам'ятки
На околицях села виявлено 5 курганних могильників з 22 курганами і 1 курганом, що знаходиться окремо.